# John Stack
John Stack   (Camden, 22 de març de 1924 - Llac Berryessa, 28 de maig de 1997) fou un remer estatunidenc que va competir durant la dècada de 1940.
El 1948 va prendre part en els Jocs Olímpics de Londres, on guanyà la medalla d'or en la prova del vuit amb timoner del programa de rem.